# Elsie Bay

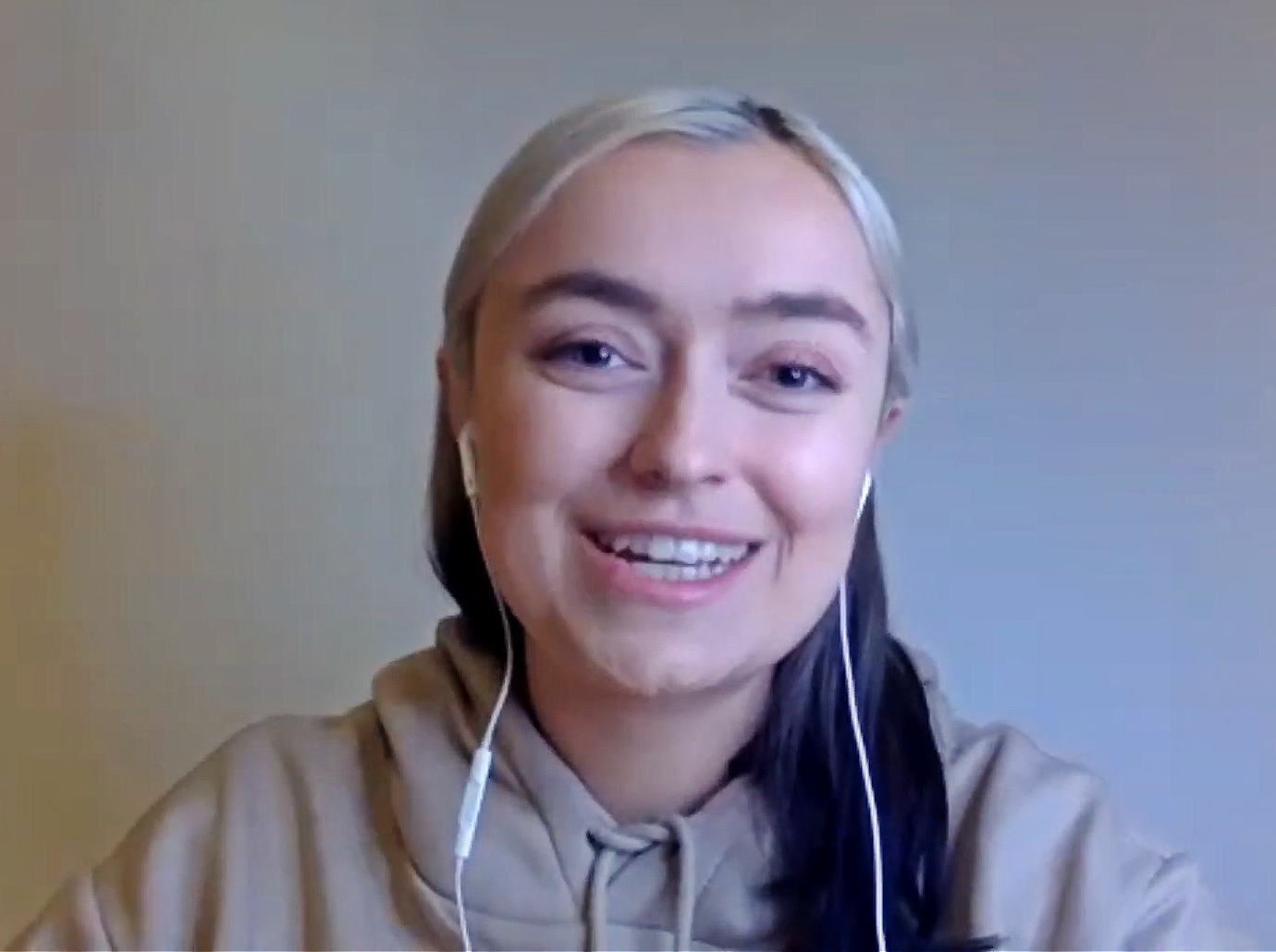
Elsie Bay

Elsa Ingeborg Søllesvik (* 1996) ist eine norwegische Sängerin und Songwriterin. Sie erlangte erste Bekanntheit als Teil des Duos „Elsa & Emilie“. Als Solokünstlerin tritt sie unter dem Künstlernamen Elsie Bay auf.

## Leben

### Herkunft und Ausbildung
Søllesvik stammt ursprünglich aus Kvinnherad und zog in ihrer Jugend in die südwestnorwegische Stadt Haugesund. Nach ihrer Schulzeit studierte sie Rechtswissenschaft und Kriminologie, worin sie Bachelorabschlüsse von der Universität Oslo und der Universität Stavanger erhielt.

### Elsa & Emilie
Gemeinsam mit Emilie Haaland Austrheim bildete sie das Duo Elsa & Emilie. Im Jahr 2014 erhielten die beiden einen Vertrag bei Sony Music und sie gaben ihr Debütalbum Endless Optimism heraus. Beim Musikpreis Spellemannprisen 2014 war das Duo in der Newcomer-Kategorie nominiert. Ein größerer Erfolg wurde im Frühjahr 2017 das Lied Run aus dem Debütalbum, als es für die Jugendserie Skam verwendet wurde. Mit Kill Your Darlings gab das Duo im Jahr 2017 noch ein zweites Album heraus, bevor es 2018 eine Pause und 2019 seine Auflösung verkündete.

### Solokünstlerin
Nach der Auflösung des Duos setzte Søllesvik als Solokünstlerin fort. Als Solokünstlerin wählte sie den Künstlernamen Elsie Bay. Den englischsprachigen Bestandteil „Bay“ leitete sie vom norwegischen Wort vik (deutsch Bucht) in ihrem Nachnamen ab. Søllesvik schrieb am Lied Witch Woods, mit dem die Sängerin Emmy beim norwegischen Eurovision-Song-Contest-Vorentscheid Melodi Grand Prix 2021 auftrat, mit. Die Sängerin Emmy konnte sich dort mit dem Lied für das Finale qualifizieren. Søllesvik sang und schrieb das Lied Heaven Made, das das Titellied der koreanischen Serie Show Window: The Queen's House wurde. Die Serie hatte im Herbst 2021 ihre Premiere. Im Jahr 2022 wirkte Søllesvik als automatisch für das Finale qualifizierte Teilnehmerin am Melodi Grand Prix 2022 mit. Mit ihrem Beitrag Death of Us konnte sie sich im Finale unter den besten vier Beiträgen platzieren, aber nicht das Duell der zwei Teilnehmer mit den meisten Stimmen erreichen. Mit dem von Oda Gondrosen interpretierten Hammer of Thor nahm zudem ein weiteres ihrer Lieder am MGP 2022 teil.
Beim Melodi Grand Prix 2023 erreichte sie mit dem Lied Love You in a Dream den vierten Platz im Finale. Erneut war sie als Songwriterin an einem weiteren Beitrag, dem von Eline Thorp aufgeführten Lied Not Meant to Be, beteiligt. Auch international wirkten einige Lieder, an denen sie als Songwriterin beteiligt war, an Vorentscheidungen zum Eurovision Song Contest mit. So schrieb sie beispielsweise an den Beiträgen Dare to Be Different und Undream You aus den deutschen Vorentscheiden im Jahr 2023 und 2024 mit.

## Diskografie

### Singles
- 2021: Heaven Made
- 2022: Death of Us
- 2022: Tall People
- 2023: Love You in a Dream
- 2023: Bikini Song